# 중세 알바니아 왕국
알바니아 왕국(알바니아어: Mbretëria e Arbërisë, 라틴어: Regnum Albaniae)은 1271년부터 1368년까지 현재의 알바니아에 존재했던 왕국이다.
1271년 앙주 가문의 샤를이 에페이로스 공국을 정복하고 세웠다. 1272년 2월부터 샤를은 알바니아의 왕이란 칭호를 사용했다. 이 왕국은 두러스(두라초)에서 시작하여 점차 영토를 내륙으로 확장했고 주변의 비잔티움 제국과 끊임없이 경쟁하였다.
1281년 비잔티움 제국은 내륙 지역에서 앙주 가문의 세력을 쫓아냈다. 1282년 시칠리아 만종 사건으로 앙주-시칠리아의 세력은 더욱 약화되어 두라초 주변으로 영토가 한정되었다. 그래도 두라초의 앙주의 알바니아 왕위는 1368년까지 지속되었다. 1368년 베네치아 공화국에 정복되었다.

## 역대 군주

### 알바니아 왕
- 카를로 1세 1272년 ~ 1285년
- 카를로 2세 1285년 ~ 1294년

### 알바니아 왕국의 군주
- 필리포 1301년 ~ 1332년
- 로베르토 1332년

1332년 알바니아 왕국은 소멸되고 로베르토의 삼촌인 조반니에 의해 두라초의 공작으로 명맥이 유지됨.

### 두라초 공작
- 조반니 1332년 ~ 1336년
- 카를로 1336년 ~ 1348년
- 조반나 1348년 ~ 1368년
  - 루이지 1366년 ~ 1368년

1368년 두라초는 카를로 토피아에게 점령되고 베네치아 공화국은 토피아를 알바니아 공작으로 인정함.